# Graneros (kommunhuvudort)
Graneros är en kommunhuvudort i Argentina.   Den ligger i provinsen Tucumán, i den norra delen av landet, 1 000 km nordväst om huvudstaden Buenos Aires. Graneros ligger 326 meter över havet och antalet invånare är 5 263.
Terrängen runt Graneros är platt, och sluttar österut. Närmaste större samhälle är Juan Bautista Alberdi, 19,2 km väster om Graneros.
Trakten runt Graneros består till största delen av jordbruksmark. Runt Graneros är det glesbefolkat, med 8 invånare per kvadratkilometer.